# Trichosanthes kerrii
Trichosanthes kerrii là một loài thực vật có hoa trong họ Cucurbitaceae. Loài này được Craib miêu tả khoa học đầu tiên năm 1914.